# 을사오적
을사오적(乙巳五賊)은 1905년 11월 17일 대한제국에서 을사조약의 체결을 찬성했던 학부대신 이완용, 군부대신 이근택, 내부대신 이지용, 외부대신 박제순, 농상공부대신 권중현의 다섯 명의 매국노를 일컫는 말이다.
당시 대신 중 수상격인 참정대신 한규설(韓圭卨)과 탁지부대신 민영기, 법부대신 이하영은 조약에 반대했고, 궁내부대신 이재극은 조약 체결과 직접 관계가 없었다. 조약이 체결되자 이에 반대했던 한규설은 일본의 강압으로 물러가고, 조약에 조인한 외부대신 박제순이 참정대신이 되었다. 이하영은 초기의 반대 의견을 곧 뒤집은 뒤 조약 체결 과정에서 박제순보다 더 맹렬한 활약을 하였으나 처음에 반대한 사실 때문에 을사오적에서는 빠졌다.
을사오적은 매국노의 대명사로 이후 숱한 암살 위협에 시달렸다. 나철(나인영), 오기호가 오적 암살단을 구성한 바 있고, 기산도와 전덕기도 각각 을사오적 처단 계획을 세웠으나 실패했다. 또한 을사오적의 대표격인 이완용은 1909년 12월 22일 이재명에게 칼을 맞았다.
2002년 민족정기를 세우는 국회의원모임과 광복회가 공동 발표한 친일파 708인 명단과 2008년 민족문제연구소가 발표한 민족문제연구소의 친일인명사전 수록예정자 명단에 을사오적 모두가 선정되었다. 친일반민족행위진상 김동주가 발표한 친일반민족행위 106인 명단(2006년 발표)에서는 이완용과 이근택, 박제순, 권중현, 친일반민족행위 195인 명단(2007년 발표)에는 이지용이 수록되어 있다.
그들은 친일파로 경술국치를 일으킨 사람들이다.

## 명단
| 성명            | 성명 | 생몰연대 (당시 나이)   | 당시 직위    | 이후 경력                              |
| --------------- | ---- | ---------------------- | ------------ | -------------------------------------- |
| 이완용 (李完用) |      | 1858년 ~ 1926년 (47세) | 학부대신     | 후작, 조선총독부 중추원 고문 겸 부의장 |
| 이근택 (李根澤) |      | 1865년 ~ 1919년 (40세) | 군부대신     | 자작, 조선총독부 중추원 고문           |
| 이지용 (李址鎔) |      | 1870년 ~ 1928년 (35세) | 내부대신     | 백작, 조선총독부 중추원 고문           |
| 박제순 (朴齊純) |      | 1858년 ~ 1916년 (47세) | 외부대신     | 자작, 조선총독부 중추원 고문           |
| 권중현 (權重顯) |      | 1854년 ~ 1934년 (51세) | 농상공부대신 | 자작, 조선총독부 중추원 고문           |

## 같이 보기
- 친일파
- 을사늑약
- 정미칠적
- 경술국적
- 3인조 암살단